# Joe Bryant
Joe Bryant   (Filadèlfia, 19 d'octubre de 1954 - 16 de juliol de 2024) va ser un jugador i entrenador de bàsquet estatunidenc. Pare de Kobe Bryant, va jugar a Itàlia.